# عبد الرسول سلمان
عبد الرسول سلمان إسماعيل إبراهيم ، (1949-) هو فنان تشكيلي وكاتب كويتي، هو رئيس الجمعية الكويتية للفنون التشكيلية منذ العام 2004 ، ورئيـس اتحاد جمعيات الفنون التشكيلية الخليجية، ونائـب رئـيس الرابطة الدولية للفنون.

## عن حياته
تخرج من معهد دار المعلمين في الكويت عام 1973 ، وحصل على دبلوم النقد الفني من القاهرة عام 1976. وعلى بكالوريوس الفنون والماجستير من جامعة U.C.F فلوريدا في الولايات المتحدة الاميركية عام 1998 وعام 2001.

## المعارض

### المعارض الشخصية
- صالة الفنون الكويت 1975م.
- صالة الفن والزخرف الكويت 1987م.
- شيراتون الدوحة (قطر) 1985م.
- صالة الأيوان 1987م.
- مدريد - إسبانيا 1989م.
- قاعة المركز الثقافي الروسي. دمشق 1991م.
- قاعة مكتبة الأسد – دمشق 1991 م.
- القاعة الحمراء. صالة وزارة الإعلام. بيروت 1991 م.
- صالة أحمد العدواني الكويت 1995م.
- قاعة أحمد العدواني 1998 م.
- قاعة الفنون – الكويت 2001 م.
- قاعة بيسان – قطر 2002 م.
- قاعة الفنون في المجلس الوطني للثقافة والفنون والآداب – الكويت 2003 م.
- قاعة الخرافي في الجمعية الكويتية للفنون التشكيلية 2008 م.
- قاعة تلال – الكويت 2012 .[4]

### المعارض الجماعية
- معرض بمناسبة اليوبيل الفضي المدرسة المباركية 1962 م.
- معارض الربيع بالكويت (1963 – 1968).
- الولايات المتحدة الاميركية (نيويورك – واشنطن) 1966م.
- ترينالي نيودلهي (الهند) 1967م.
- معرضي الفنانين الكويتيين باريس (1985 – 1977).
- المؤتمر الثاني عشر للنحاتين العالميين واشنطن (الولايات المتحدة) 1980م.
- معرض الخليج الأول بالدوحة (قطر) 1980م.
- معرض المسابقة الدولية الكبرى مونت كارلو (فرنسا) 1982م.
- المعرض السياحي العربي بريمن (ألمانيا الغربية) 1982.
- مهرجان كان السينمائي للتلفزيون (فرنسا) 1984م.
- معرض العيد الوطني الخامس والعشرون الكويت 1985.
- معرض البيئة الكويتية الأول 1986م.
- متحف الكويت الوطني معارض الجمعية الخاص والعام الكويت من (1968 إلى 1983).
- معارض الكويت للفنانين التشكيليين العرب (1973 – 1983 م).
- معرض الجمعية (القاهرة) 1974 م.
- معرض فلسطين المتجول في (ليبيا – تونس – الجزائر) 1975م.
- بينالي العربي الثاني الرباط (المغرب) 1976م.
- بينالي العربي الثالث طرابلس (ليبيا) 1979م.
- مثل الجمعية لطلب انظمامها في الرابطة الدولية في اجتماعها 42 – كوبا 1981 م لانظمام الجمعية.
- المعرض الثامن للرسوم الأصلية – ريكا (يوغوسلافيا) 1982م.
- معرض الجمعية الخفجي – السعودية 1982 م.
- معرض الجمعية في مسقط (سلطنة عمان) 1982م.
- ترأس وفد الكويت في المؤتمر العالمي للرابطة الدولية هلسنكي (فنلندا) 1983م.
- معرض السلام الدولي يوغسلافيا 1975م.
- الأسبوع الثقافي الأول لدول الخليج العربية بباريس 1981 م.
- المعرض الكويتي (مدريد – بلد الوليد – البرتغال) اسبانيا 1982م.
- الأسبوع الثقافي الكويتي المغرب 1980 م. الجزائر 1980م.
- الاسبوع الثقافي الكويتي – القاهرة 1977م. الأردن 1984م.
- (صنعاء – عدن) 1984م.
- معرض الفن العربي المعاصر تونس 1984م.
- بينالي القاهرة الثالث 1986م.
- معرض دول مجلس التعاون الأول الرياض (السعودية) 1989م.
- دعوة للمشاركة في معرض بمناسبة مرور 100 عام على تأسيس الأرسالية الأمريكية – البحرين 1992م.
- مهرجان القرين الأول – الكويت 1994م لغاية 2002 .
- معرض جماعي مشترك 2009 .
- دعوة خاصة من مهرجان أصيلة ضمن الوفد الكويتي 2011 .
- قاعة داما آرت جدة 2011 .

### أخرى
- دمشق سبتمبر 1990م.
- القاهرة أكتوبر 1990 م.
- ساو باولو – فورتاليزا – برازيليا (البرازيل) نوفمبر 1990م.
- واشنطن نوفمبر 1990م.
- أوتاوا (كندا) ديسمبر1990م.
- واشنطن ديسمبر 1990م.
- الدوحة (قطر) 1991م.
- أثينا (اليونان) يناير 1991م.
- دمشق – حلب – اللاذقية (سوريا) فبراير 1991م.
- بيروت (لبنان) مارس 1991م.
- بمناسبة تحرير الكويت - دمشق مارس 1991م.

## المؤلفات
- مسيرة الفن التشكيلي في الكويت 1975م. [5]
- الفنان التشكيلي محمد الدمخي 1979م.
- التشكيل المعاصر في مجلس التعاون لدول الخليج العربية 1984م.
- عبد الرسول سلمان من خلال الصحافة 1986م.
- جسور الكويت الملونة 1992م.
- الفنان أمير عبد الرضا 1993م.
- الفنان عيسى صقر 1994 م.
- أصدقاء الفن التشكيلي مجلس التعاون لدول الخليج العربية 1995 م.
- خليفة القطان 2007 م.
- محمد الأيوبي 2008 م.
- عيسى محمد 2009 م.
- عبد الحميد إسماعيل 2011 م.
- فنون كويتية معاصرة 2011 م.
- عبد الله القصار 2011 م.

## لجان التحكيم
شارك في لجان التحكيم:
- الإسبوع الثقافي الخليجي الأول في باريس 1980 م.
- تحكيم على النصب التذكاري بنك الكويت الوطني 1986 م.
- معرض جمعية الصحافيين الكويتية خلال ربع قرن 1986 م.
- المعرض السنوي لوزارة التربية 1988 م.
- تحكيم على النصب التذكاري بمناسبة 25 سنة على الاستقلال 1986 م.
- الإحتلال في عيون الأطفال دمشق 1990 م.
- معرض هلا فبراير -الكويت 1999 م.
- معرض الشباب بسلطنة عمان 2001 م .
- مسابقة السفير التشكيلية الأولى الرياض 2002 م.
- معرض التحرير الكويت 2004 م.
- رئيس لجنة التحكيم بينالي الخرافي 2004.
- رئيس لجنة التحكيم الدولية لبينالي الخرافي 2006.
- رئيس لجنة التحكيم لمهرجان الكويت للفنون المعاصرة 2007 م.
- عضو لجنة التحكيم صالون الشباب الدوحة قطر 2008.

## الجوائز والشهادات التقديرية
- ميدالية ذهبية (المعرض الخاص – المعرض العام) الجمعية الكوتية للفنون التشكيلية 1973م – 1974م – 1975م – 1976م – 1977م – 1978م – 1979م – 1980م – 1981م – 1982م.
- جائزة الشراع الذهبي لمعرض الكويت للفنانين العرب 1975- 1979 – 1981 – 1983م. (الجائزة الأولى)
- شعار العيد الوطني الخامس والعشرون 1986م. (الجائزة الثانية)
- مسابقة مشروع ساحة الصفاة – بلدية الكويت 1986 م. (الجائزة الأولى)
- بوسترات العيد الوطني 1987م. – 1988م – 1989م – 1990م.
- الجائزة الأولى بوسترات أسبوع التخضير الأول 1988م. الثاني 1989م. (الميدالية الذهبية)
- معرض الدوري لمجلس التعاون – الشارقة 1994م.

## نشاطات
- مؤسس أصدقاء الفن التشكيلي لدول مجلس التعاون 1985م.
- معد ومقدم برنامج أفاق الفن تلفزيون الكويت 1985م – 2000م.
- إعداد نماذج نحتية ورسومات جدارية لمشروع ساحة الصفاة بتكليف من المجلس الوطني للثقافة والفنون والآداب وبلدية الكويت 1986م.
- وضع فكرة رسم لوحات جدارية لجسور الكويت بمناسبة 25 عاماً على الاستقلال 1986م.
- نفذ عدداً من اللوحات الجدارية بمحافظة الأحمدي (1988 – 1990 م).
- صمم شعار محافظة الأحمدي 1988م.
- صمم شعار محافظة العاصمة 1990 م.
- صمم ونفذ عدداً من النصب التذكارية لمحافظة الأحمدي.
- إصدار رزنامة ملونة تشمل على 12 لوحة (البنك التجاري) 1990 م.
- إصدار رزنامة تشمل على 12 لوحة بمناسبة تحرير الكويت (سفارة الكويت بدمشق) 1991م.
- إصدار رزنامة بمناسبة مرور سنة على تحرير الكويت بتكليف من وزارة الإعلام 1991م.